# Курт Малер
Курт Малер (нім. Kurt Mahler; 26 липня 1903, Крефельд, Німеччина — 25 лютого 1988, Канберра, Австралія) — німецький математик, який працював у галузі теорії трансцендентних чисел, діофантового наближення, p-адичного аналізу та геометрії чисел.

## Кар'єра
Навчався в університетах Франкфурта та Геттінгена. 1927 року в Університеті Йоганна Вольфганга Гете у Франкфурті-на-Майні здобув ступінь доктора філософії; його науковим керівником був Карл Людвіг Зігель. Із приходом Адольфа Гітлера залишив Німеччину та прийняв запрошення Луїса Морделла поїхати до Манчестера. На початку Другої світової війни його інтернували, як громадянина ворожої держави, в Центральний табір у Дугласі (острів Мен), де зустрів Курта Гірша, проте через три місяці звільнили. 1946 року отримав британське громадянство.
Малер обіймав такі посади:
- Гронінгенський університет: асистент (1934—1936)
- Манчестерський університет:
  - асистент викладача (1937—1939, 1941—1944)
  - викладач (1944—1947); старший викладач (1948—1949); лектор (1949—1952)
  - професор математичного аналізу (1952—1963)
- Інститут перспективних досліджень, Австралійський національний університет: професор математики (1963—1968 та 1972—1975)
- Університет штату Огайо, США: професор математики (1968—1972)
- Австралійський національний університет: почесний професор (від 1975).

## Дослідження
Працював у широкому спектрі математичних дисциплін, серед яких теорія трансцендентних чисел, діофантова апроксимація, p-адичний аналіз і геометрія чисел.
Довів, що стала Пруе — Туе — Морзе та стала Чемперноуна 0,1234567891011121314151617181920… є трансцендентними числами.
Малер був першим, хто дав міру ірраціональності для числа пі (1953 рік). Попри припущення, що міра ірраціональності числа pi дорівнює 2, поточна найкраща оцінка становить 7,103205334137… завдяки Дорону Зейлбергеру та Вадиму Зудиліну.

## Нагороди
1948 року обраний членом Королівського товариства, 1965 року — Австралійської академії наук. 1950 року нагороджений премією Бервіка Лондонського математичного товариства, 1971 року — медаллю де Моргана, 1977 року — медаль Томаса Ранкена Лайла.

## Особисте життя
Малер вільно розмовляв японською мовою і був досвідченим фотографом.